# Herr, deine Augen sehen nach dem Glauben, BWV 102

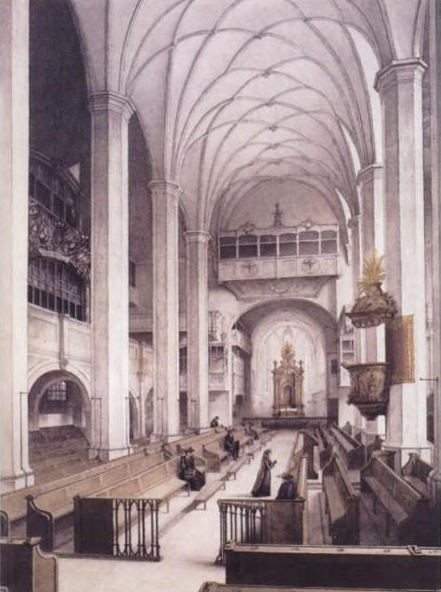
L'interior de l'església de Thomas de Leipzig, abans de la seva restauració l'any 1885. A l'esquerra es troba l'altell de l'orgue. Gravat d'O. Kutschera després d'una aquarel·la d'Hubert Kratz

Herr, deine Augen sehen nach dem Glauben, BWV 102 (Senyor, tu mires de trobar Fe), és una cantata religiosa de Johann Sebastian Bach per al desè diumenge després de la Trinitat, estrenada a Leipzig el 25 d'agost de 1726.

## Origen i context
L'autor, desconegut, fa ús d'alguns versicles del Llibre de Jeremies (5,3) en el primer número, d'un text de la Carta als Romans (2,4) en el número 4, i de la sisena i setena estrofes de So whar ich lebe, spricht dein Gott de Johann Heermann (1630) en el coral final. El text té una lleugera relació amb les lectures del dia, i exposa la bondat de fer penitència i la necessitat de convertir-se a temps, davant de les desgràcies que vindran. És part del grup de cantates de l'any 1726 escrites sota la influència de les compostes pel seu cosí Johann Ludwig Bach (vegeu BWV 17), amb una mateixa estructura, generalment amb set números, que comença amb una citació de l'Antic Testament i una altra del Nou Testament al mig, seguides cadascuna d'ària i recitatiu; s'acaba com és habitual amb el coral final. Per a aquest diumenge es conserven, a més, la BWV 46 i la BWV 101.

## Anàlisi
Obra escrita per a contralt, tenor, baix i cor; flauta travessera, dos oboès, corda i baix continu. Consta de set números, dividits en dues parts.
Primera part
1. Cor: Herr, deine Augen sehen nach dem Glauben (Senyor, tu mires de trobar Fe))
2. Recitatiu (baix): Wo ist das Ebenbild, das Gott uns eingepräget (On és la imatge que Déu va crear en nosaltres)
3. Ària (contralt): Weh der Seele, die den Schaden (Ai, de l'ànima que no admet la seva culpa)
4. Arioso (baix): Verachtest du den Reichtum seiner Gnade, Geduld und (Menysprees tu, la riquesa de la seva Gràcia)

Segona part
1. Ària (tenor):  Erschrecke doch  (Tremola, doncs, tu ànima)
2. Recitatiu (contralt): Beim Warten ist Gefahr (Romancejar és un perill)
3. Coral: Heut lebst du, heut bekehre dich (Avui que encara vius, converteix-te)

El cor inicial és una altra gran obra de Bach, presenta una estructura musical ternària en estil motet i amb dues fugues, una part serà reutilitzat me endavant en el Kyrie de la Missa en Sol menor (BWV 235). El recitatiu de baix, número 2, no té res especial a destacar, dona pas a l'ària on el contralt en un diàleg amb l'oboè, accentuen el caràcter dolorós de la cantata, aquesta música també fou reutilitzada en el Qui tollis de la Missa en Fa major (BWV 233). A l'ària del número 4, el baix, fent un cop més de Vox Christi, dona la paraula a Jesús i canta el fragment de la Carta de Pau als romans, en un to entre el de l'"arioso" i el d'ària. La segona part comença amb una ària de tenor amb un solo virtuós de la flauta, que en interpretacions posteriors fou substituïda pel violí piccolo, amb una música perfectament adaptada al text, música que serà també utilitzada de nou en el Sanctus de la Missa en Fa major. El recitatiu de contralt acompanyat del dos oboès, número 6, descriu la urgència i necessitat de la conversió. El cor final canta el text indicat amb la melodia del “Pare Nostre” luterà, i clou, com és habitual, la cantata, que té una durada aproximada d'uns vint-i-cinc minuts.

## Discografia seleccionada
- J.S. Bach: Das Kantatenwerk. Sacred Cantatas Vol. 6. Nikolaus Harnoncourt, Tölzer Knabenchor (Gerard Schmidt-Gaden, director), Concentus Musicus Wien, Paul Esswood, Kurt Equiluz, Philippe Huttenlocher. (Teldec), 1994.
- J.S. Bach: The complete live recordings from the Bach Cantata Pilgrimage. CD 36: Dom, Braunschweig; 27 d'agost de 2000. John Eliot Gardiner, Monteverdi Choir, English Baroque Soloists, Daniel Taylor, Christoph Genz, Gotthold Schwarz. (Soli Deo Gloria), 2013.
- J.S. Bach: Complete Cantatas Vol. 16. Ton Koopman, Amsterdam Baroque Orchestra & Choir. (Accent), 2004.
- J.S. Bach: Cantatas Vol. 46. Masaaki Suzuki, Bach Collegium Japan, Robin Blaze, Gerd Türk, Peter Kooij. (BIS), 2010.
- J.S. Bach: Church Cantatas Vol. 32. Helmuth Rilling, Gächinger Kantorei, Bach-Collegium Stuttgart, Eva Randova, Kurt Equiluz, Wolfgang Schöne. (Hänssler), 1999.
- J.S. Bach: Cantatas for the Liturgical Year Vol. 3. Sigiswald Kuijken, La Petite Bande, Petra Noskaiova, Chrsitoph Genz, Jan van der Crabben. (Challenge Classics), 2006.